# Manfred Bleskin

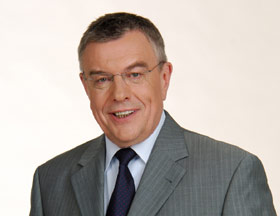
Manfred Bleskin

Manfred Bleskin (* 13. Dezember 1949 in Landsdorf; † 21. Januar 2014 in Berlin) war ein deutscher Journalist und Fernsehmoderator.

## Leben
Manfred Bleskin ging in Rostock zur Schule. Nach einem Studium der Lateinamerikanistik und Geschichte promovierte er 1986 in Ost-Berlin an der Akademie für Gesellschaftswissenschaften beim ZK der SED zum Thema „Zur Entwicklung der Bündnisbeziehungen der Portugiesischen Kommunistischen Partei (PKP) von Ende der 1970er bis Mitte der 1980er Jahre“. 
Ab 1990 produzierte er Hörfunkreportagen für das private Berliner Info Radio 101. Er moderierte die „Weltwoche im Rückblick“ sowie das „Interview der Woche“ und war Radiokommentator von Debatten im Deutschen Bundestag. Seit 1993 war er beim Nachrichtensender n-tv tätig. Er war Gastgeber der Sendung „Schlagzeile des Tages“. Ab 2006 moderierte er die Abendnachrichten. Im Oktober 2008 wechselte Bleskin von Köln ins Hauptstadtstudio des Nachrichtensenders nach Berlin.
Bleskin lebte zusammen mit seiner Ehefrau in Schöneiche. Er beherrschte fünf Sprachen. Außerdem engagierte er sich als ehrenamtlicher Botschafter der Stiftung Kinderhospiz Mitteldeutschland Nordhausen e.V. in Tambach-Dietharz.
Am 21. Januar 2014 starb Bleskin im Alter von 64 Jahren in Berlin.

## Schriften
- Zur Kritik sozialdemokratischer Regierungspolitik in den 70er Jahren und zu Beginn der 80er Jahre: Materialien eines Kolloquiums vom 29. Juli 1983. Akademie für Gesellschaftswissenschaften, Berlin, 1984